# 넥슨별
《넥슨별》은 넥슨노바가 제작하고 넥슨이 서비스하는 온라인 소셜 네트워크 게임이다. 채집 및 낚시, 미니게임, 별로그 등의 게임 플레이 및 커뮤니티 활동을 통해 얻는 보상으로 자신만의 아바타 및 별 등을 꾸미고 가꾸며, 이를 통해 사람들과 교류하고 즐길 수 있는 게임이다.

## 서비스 종료
2011년 3월 24일부터 신규 계정 생성이 중지되는 등의 서비스 종료 절차가 시작되었고 4월 28일 8시 30분, 넥슨 정기점검 때에 서비스가 완전히 종료되었다.